# Sam and Dave
Sam and Dave var en amerikansk soul- och R&B-duo som bildades år 1961 i Miami, Florida. Den bestod av sångarna Dave Prater (med den djupare barytonrösten, född 9 maj 1937 i Ocilla, Georgia, död 9 april 1988 i Sycamore, Georgia) och Samuel David "Sam" Moore (med sin ljusa tenorröst, född Samuel David Hicks den 12 oktober 1935 i Winchester, Georgia, död 10 januari 2025 i Coral Gables, Florida). Duon var aktiv fram till 1981 och gav under sin populäraste era under 1960-talets senare hälft ut ett antal inflytelserika soulsinglar och var kända för livliga scenframträdanden. De blev invalda i Rock and Roll Hall of Fame år 1992.

## Historia

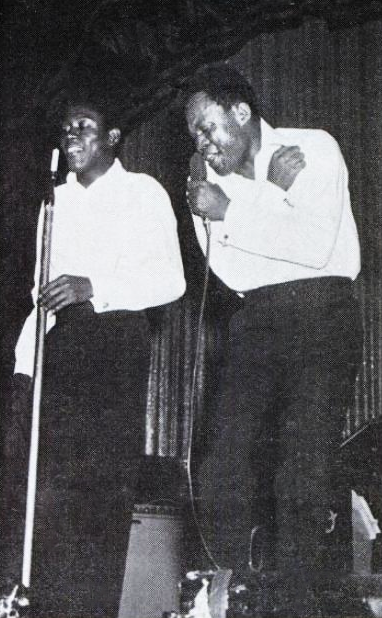
Sam & Dave på scen 1966

Prater och Moore träffades under en kväll då amatörer kunde få sjunga på klubben King of Hearts i Miami. Båda hade en bakgrund som sångare i gospel och kyrkokörer. De första åren tillsammans gick karriären trögt. Deras två första singlar släpptes på det lilla bolaget Marlin Records 1962 men gick obemärkt förbi. De fick sedan skivkontrakt på det större bolaget Roulette Records, men inte heller där innebar deras singlar något genombrott.
Det var inte förrän år 1965 då de skrev kontrakt med Atlantic Records underbolag Stax Records som karriären tog fart. Där fick de tillgång till Booker T. and the M.G.'s som kompgrupp, blåssektionen The Mar-Keys och låtskrivarna Isaac Hayes och David Porter. De upplevde sin första framgång då singeln "You Don't Know Like I Know" blev en topp-10-singel på Billboards R&B-singellista. I mars 1966 kom deras stora genombrott med låten "Hold On, I'm Comin' " som nådde #1 på R&B-listan och #21 på Billboard Hot 100. Deras debut-LP döptes efter den låten. I augusti 1967 hade de sin största framgång med singeln "Soul Man" som tog sig upp på plats #2 på Billboard Hot 100 och även belönades med en Grammy i klassen "Bästa R&B-framförande av en grupp". Även i Storbritannien gick singeln bra och nådde där en 24-placering. 
1968 släppte de låten "I Thank You" som var starkt inspirerad av gospel. Även den blev en hitsingel både i USA (#9) och Storbritannien (#31). Det var även den sista singeln de släppte på Stax Records och framöver släpptes deras musik på Atlantic Records (vilket den för övrigt hela tiden gjort i Europa). 1969 fick de sin största framgång i Storbritannien där låten "Soul Sister, Brown Sugar" nådde #15 på brittiska singellistan. I USA blev den endast en måttlig framgång och även deras sista noterbara singelframgång (#41 på poplistan). Nästföljande singeln "Born Again" orkade bara upp till #92 på poplistan, även om den nådde #27 på R&B-listan.
Från 1970-71 släpptes några singlar varav ingen uppmärksammades särskilt mycket. Under åren hade också en osämja växt fram mellan de båda sångarna, de tålde helt enkelt inte varandras sätt. De tog en paus från varandra 1970 för att försöka sig på solokarriärer men återförenades 1971. Skivkontraktet med Atlantic Records bröts 1972. De fortsatte dock att uppträda tillsammans även om deras relation privat var ansträngd och en bidragande orsak till att de inte fick skivkontrakt på något större bolag. Det var inte ovanligt att de inte umgicks överhuvudtaget bortsett från scenuppträdanden. 1975 släpptes ändå ett sista nytt album för skivbolaget United Artists. 1981 gjorde de sitt sista uppträdande på scen tillsammans och enligt Moore var det också sista gången de hade någon kontakt. 
Dave Prater uppträdde sedan med gruppnamnet "Sam & Dave" tillsammans med sångaren Sam Daniels, något Sam Moore ogillade och förgäves försökte stoppa. Prater fortsatte att uppträda i olika sammanhang fram till 1988 då han omkom i en bilolycka. Moore har fortsatt uppträtt solo och tillsammans med andra artister in på 2000-talet.

## Diskografi, studioalbum
- Hold On, I'm Comin' (1966)
- Double Dynamite (1967)
- Soul Men (1967)
- I Thank You (1968)
- Back at Cha! (1975)